# Cortodera orientalis
Cortodera orientalis là một loài bọ cánh cứng trong họ Cerambycidae.